# 红旗大街 (哈尔滨市)
45°45′24″N 126°42′11″E / 45.756626°N 126.703177°E
红旗大街是一条南北走向的大街，坐落于中国黑龙江省哈尔滨市。红旗大街北起道外区东北新街，南至香坊区通乡街，全场约9.2千米，途径道外区、南岗区、香坊区三个行政区。红旗大街是哈尔滨市一类街道，下雪即清AA类街道。

## 简介
红旗大街坐落于中国黑龙江省哈尔滨市，是一条南北走向的大街。红旗大街北起道外区东北新街，南至香坊区通乡街，全场约9.2千米，途径道外区、南岗区、香坊区三个行政区。
红旗大街沿线有哈尔滨工程大学、黑龙江工程学院等高校，哈尔滨国际会展中心、红旗家具城等商圈，红旗小区、辽河小区、陶瓷小区、安埠小区等住宅小区，以及省区市各级政府机关。在建的哈尔滨地铁3号线途经红旗大街。
2014年1月，红旗大街打通工程全线贯通，打通工程全长共1.5公里，南起东直路，北至东北新街，新建跨铁路桥一座，长980米，桥面宽22米，双向6车道。红旗大街打通工程竣工通车后，在哈尔滨城市东部区域形成了一条连接道外、南岗、香坊等区的重要交通干道。